# ロードランナー・ショー
ロードランナー・ショー（The Road Runner Show）とは、1966年から1972年までアメリカで製作されたワーナー・ブラザースのテレビ番組。

## 概要
本作は1949年から1964年のルーニー・テューンズとメリー・メロディーズの短編アニメを3本セットにしており、1965年以降に制作された作品は、ディパティエ・フレレング・エンタープライズにより製作された。本作のオープニングとエンディングは、ディパティエ・フレレング・エンタープライズが手掛けた。
『ロードランナー・ショー』は、CBS（1966年 - 1968年）、ABC（1971年 - 1973年）で放送された。1本目はロードランナーとコヨーテ、2本目はトゥイーティーとシルベスター、3本目はルーニー・テューンズのキャラクターによる短編作品で構成されている。
1968年から1980年代中頃までは、CBSでは『ロードランナー・ショー』と『バッグス・バニー・ショー』を合体させ、『ザ・バッグス・バニーとロードランナー・ショー』→『バッグス・バニーとロードランナー・アワー』を製作した。
日本では1967年から1970年までNETテレビ（現：テレビ朝日）で放送された、テーマソングは英語のまま。この番組は、テレビ探偵団で紹介されたことがあり、本作については当時テレビ朝日系列に属していた毎日放送も放送していた。テレビ探偵団の第153回（1990年09月30日放送）にゲスト出演したダウンタウンの浜田雅功が好きだった作品でもある。

## 放送局
- NETテレビ（現：テレビ朝日）
- 毎日放送（1967年 - 1970年）

## テーマソング
本作のテーマソングは、バーバラ・キャメロンが作詞・作曲をした。